# Lijst van Belgische voetballers
Hieronder volgt een lijst van Belgische voetballers.

## A
Naïm Aarab - Stanley Aborah - Ferdinand Adams - Thomas Adriaensens - Kristof Aelbrecht - Tim Aelbrecht - Leon Aernaudts - Dickson Agyeman - Philippe Albert - Toby Alderweireld - Kristoffer Andersen - Emile Andrieu - Arnor Angeli - Lens Annab - Maxime Annys - Yorick Antheunis - Léopold Anoul - Mohammed Aoulad - Jeroen Appeltans - Pol Appeltants - Gaël Arend -  Jean Arnolis -Georges Arts -  Kristof Arys - Xavier Asselborn - Patrick Asselman - Prince Asubonteng

## B
Sadio Ba - Ziguy Badibanga - Arnold Badjou - Marc Baecke - Cyprien Baguette - Logan Bailly - Zakaria Bakkali - Peter Balette - Steve Barbé - Yves Baré - Walter Baseggio - Désiré Bastin - Fons Bastijns - Michy Batshuayi - Charles Bauwens - Tom Bawin - Björn Beauprez - Ricky Begeyn - Kevin Begois - Patricio Bengui-Dombaxe - Christian Benteke - Louis Bessems - Prudent Bettens - Olivier Beuckelaers - Wouter Biebauw - Henri Bierna - Roberto Bisconti - Maxime Biset - Jonathan Blondel - Siebe Blondelle - Jelle de Bock - Gilbert Bodart - Jean Bodart - Danny Boffin - Ruud Boffin - Marnik Bogaerts - Frederik Boi - Petar Bojović - Sinan Bolat - Boli Bolingoli - Filip Bollen - Mathieu Bollen - Ferdinand Boogaerts - Fernand Boone - Vital Borkelmans - Jean-Marc Bosman - Oscar Bossaert - Sammy Bossut - Hakim Bouchouari - Christian Bouckenooghe - Abdelhakim Bouhna - Jonathan Bourdon - Hamdi Bouslama - Jean Bouttiau - Dedryck Boyata - Govert Boyen - Prosper Braeckman - Robert Braet - Mathieu Bragard - Pierre Braine - Raymond Braine - Sylva Brébart - Jean Brichaut - David Brocken - Geert Broeckaert - Nico Broeckaert - Toni Brogno - Hugo Broos - Christian Brüls - Christ Bruno - Massimo Bruno - Sébastien Bruzzese - Alexandre Bryssinck - Yves Buelinckx - Thomas Buffel - Yoni Buyens - Fernand Buyle - Bart Buysse

## C
Ludo Cadima - Thomas Caers - Tom Caluwé - Charles Cambier - Daniel Camus - Brecht Capon - Thomas Carpels - Louis Carré -  Koen Casteels - Bram Castro - Jean Caudron - Jurgen Cavens - Jan Ceulemans - Nacer Chadli - Issame Charaï - Thomas Chatelle - Freddy Chaves - Xavier Chen - Jo Christiaens - Laurent Ciman - Ibrahima Cissé - Cédric Ciza - Tim Claerhout - Joachim Claes - Nico Claesen - Roger Claessen - Gert Claessens - Olivier Claessens - Geoffrey Claeys - Rob Claeys - Kwinten Clappaert - Philippe Clement - Lei Clijsters - Albert Cluytens - Ludo Coeck - Aimé Coenen - André Colasse - Gilles Colin - Jérôme Colinet - Pieter Collen - Jean-Paul Colonval - Steve Colpaert - Dion Cools - Julien Cools - Steve Cooreman - Colin Coosemans - Robert Coppée - Henri Coppens - Jo Coppens - Rik Coppens - Alessandro Cordaro - Ives Cordier - Michael Cordier - Hans Cornelis - Paul Courant - Thibaut Courtois - Bertrand Crasson -Fabien Creemers - Bram Criel - David Crv - Theo Custers - Alex Czerniatynski

## D
Nathan D'Haemers - Karel D'Haene - Björn Daelemans - Filip Daems - François Daenen - Jos Daerden - Koen Daerden - Pierre Dalem - Guy Dardenne - Raoul Daufresne de la Chevalerie - Davy De Beule - Jan De Bie - Gilles De Bilde - Laurens De Bock - Glen De Boeck - Tjörven De Brul - Kevin De Bruyne - Adolf De Buck - Benjamin De Ceulaer - Dieter Deceuninck - Alain De Clercq - Jean De Clercq - Olivier De Cock - Dimitri de Condé - Björn De Coninck - Thomas De Corte - Wim De Decker - Henri De Deken - Bart Deelkens - Frank Defays - Davy De Fauw - Eric Deflandre - Steven Defour - Garry De Graef - Michel De Groote - Marc Degryse - Dieter Dekelver - Benjamin Delacourt - Sven Delanoy - Jef Delen - Guy Delhasse - Cédric Dellevoet - Kristof Delorge - Laurent Delorge - Peter Delorge - Bram De Ly - Mark De Man - Mousa Dembélé - Tim De Meersman - François Demol - Stéphane Demol - Tom De Mul - Sam De Munter - Steven De Pauw - Steven De Petter - Timothy Derijck - Jonas De Roeck - Sepp De Roover - Rik De Saedeleer - Jean-François De Sart - Julien De Sart - Michaël Descamps - Olivier Deschacht - David Destorme - Pierre Destrebecq - Tom De Sutter - Cyril Detremmerie - Cédric De Troetsel - Dieter Dever - Koen De Vleeschauwer - Geert De Vlieger - René De Vos - François De Vries - Emmerik De Vriese - Bjorn De Wilde - Filip De Wilde - Alfons De Winter - Chris De Witte - Seth De Witte - Michel De Wolf - Kris De Wree - Jimmy De Wulf - Didier Dheedene - Sven Dhoest - Bert Dhont - Jan Diddens - Tuur Dierckx - Yannick Dierick - Kevin Dijck - Patrick Dimbala - Henri Diricx - Jean Dockx - Olivier Doll - Léon Dolmans - Kevin Droogmans - Grégory Dufer - Steve Dugardein - Frédéric Dupré - Francky Dury - Quentin Durieux - Romain Dutrieux - Tom De Mul

## E
Marc Emmers - Björn Engels - Gaëtan Englebert - Vincent Euvrard - Bernt Evens - Marc Eberle

## F
Laurent Fassotte - Wout Faes - Emilio Ferrera - Yves Feys - André Fierens - Filip Fiers - Nicolas Flammini - Pieter-Jan Foket - Marouane Fellaini - Jean Fievez

## G
Ronny Gaspercic - Karel Geraerts - Eric Gerets - Pol Gernaey - René Gillard - Guillaume Gillet - Jean-François Gillet - Cor Gillis - Maurice Gillis - Joseph Givard - Daniël Goas Lopes - Manu Godfroid - Kristof Goessens - Hector Goetinck - Laurent Gomez - Bart Goor - Fernand Goossens - Michaël Goossens - Patrick Goots - Réginal Goreux - Wouter Goris - Tim Gorris - Henri Govard - Maikel Goven - Fernand Goyvaerts - Christophe Grégoire - Sammy Greven - Georges Grün - Olivier Guilmot

## H
Dimitri Habran - Stijn Haeldermans - Robbie Haemhouts - Kevin Haezebrouck - Bram Hallaert - Pierre Hanon -  Emile Hanse - Faris Haroun - Yassine Hasni - Alan Haydock - Nicky Hayen - Jérémy Haynes - Eden Hazard - Thorgan Hazard - Georges Hebdin - Herman Helleputte - Jimmy Hempte - Leo Hendrickx - Marc Hendrikx - Robin Henkens - Jules Henriet - Paul Henry - Albert Heremans - Sebastian Hermans - Frédéric Herpoel - Georges Heylens - Carl Hoefkens - Gijsbrecht Houben - Denis Houf - Nic Hoydonckx - David Hubert - Gaston Hubin - Robert Hustin - Stein Huysegems - Constant Huysmans

## I
Matthias Iannacone - Salou Ibrahim - Kristof Imschoot - Hendrik Isemborghs - Isa Izgi

## J
Augustin Janssens - Chris Janssens - Kevin Janssens - Kevin Janssens - Kristof Janssens - Stijn Janssens - Adnan Januzaj - Nordin Jbari - Léon Jeck - Constant Joacim - Michael Jonckheere - Junior - Jef Jurion

## K
Nathan Kabasele - Hervé Kage - Thomas Kaminski - Senad Karahmet - Kevin Kempeneer - Christophe Kinet - Vincent Kompany - Charly Konstantinidis - Joey Kools

## L
Vincent Lachambre - Roland Lamah - Raoul Lambert - Robert Lamoot - Jürgen Landuyt - Tom Lannoo - Kristof Lardenoit - Rik Larnoe - Jules Lavigne - Axel Lawarée - Jonathan Legear - Michaël Lejan - Emile Lejeune - Georges Leekens - Ken Leemans - Stefan Leleu - Erwin Lemmens - Philippe Léonard - Henri Leroy - Maxime Lestienne - Nicolas Lombaerts - Vital Loraux - Jordan Lukaku - Romelu Lukaku

## M
Thomas Madou - Birger Maertens - Bob Maertens - Yves Makabu-Makalambay - Cliff Mardulier - Boris Marolt - Jan-Pieter Martens - Maarten Martens - Sandy Martens - Willem Massoels - Jan Masureel - Jacky Mathijssen - Tim Matthys - Thomas Matton - Floribert N'Galula Mbuyi - Brandon Mechele - Victor Mees - Walter Meeuws - Jeroen Mellemans - Wim Mennes - Pieter Merlier - Jef Mermans - Dries Mertens - David Meul - Thomas Meunier - Mohamed Messoudi - Harold Meyssen - Damien Miceli - Georges Michel - Simon Mignolet - Luc Millecamps - Marc Millecamps - Stijn Minne - Kevin Mirallas - José Moës - Jacques Moeschal - Peter Mollez - Martijn Monteyne - Pieter-Jan Monteyne - Jan Moons - Wouter Moreels - Émile Mpenza - Mbo Mpenza - Paul José Mpoku - Gaby Mudingayi - Geoffrey Mujangi Bia - Olivier Mukendi - Jacky Munaron - Joseph Musch - Tom Muyters

## N
Radja Nainggolan - Jean Nicolay - Marco Nijs - Luc Nilis - Fernand Nisot - Patrick Nys - Theodoor Nouwens

## O
Vadis Odjidja-Ofoe - Denis Odoi - Marvin Ogunjimi - Luis Oliveira - Domenico Olivieri - Fabrice Omonga - Bram Oostvogels - Kevin Oris - Richard Orlans - Killian Overmeire

## P
David Paas - Marcel Paeschen - Joseph Pannaye - Désiré Paternoster - Tristan Peersman - Bob Peeters - Jacky Peeters - Rocky Peeters - Tom Peeters - Jean-Marie Pfaff - Roger Piérard - Luigi Pieroni - Glenn Piessens - Julien Pinelli - Harald Pinxten - Christian Piot - Emmanuel Pirard - Gerard Plessers - Sébastien Pocognoli - Edgard Poelmans -  Odilon Polleunis - Filipo Porco - Anthony Portier - Dennis Praet - Michel Preud'homme - Silvio Proto - Vincent Provoost - Wilfried Puis - Paul Put - Antoine Puttaert

## R
Hector Raemaekers - Jürgen Raeymaeckers - Guy Raskin - Bernd Rauw - Wim Raymaekers - Gauthier Remacle - Olivier Renard - Michel Renquin - Steven Ribus - Ward Rigole - Mats Rits - Kevin Roelandts- Wim Roels - Cédric Roussel

## S
Wouter Scheelen - Achille Schelstraete - Davy Schollen - Siebe Schrijvers - Olivier Schuddinck - Enzo Scifo - Léon Semmeling - Tony Sergeant - François Sermon - Mauro Simone - Charles Simons - Timmy Simons - Mehmet Simsek - Alphonse Six - Axel Smeets - Philibert Smellinckx - Jimmy Smet - Björn Smits - Tim Smolders - Kristof Snelders - Karel Snoeckx - Tom Soetaers - Hans Somers - Wesley Sonck - Antony Spinosa - Davy Sroka - Lorenzo Staelens - Kenny Steppe - François Sterchele - René Sterckx - Emile Stijnen - Stijn Stijnen - Frédéric Stilmant - Nikola Storm - Jules Suetens - Albert Sulon - Gérard Sulon - Olivier Suray - Armand Swartenbroeks - Gill Swerts

## T
Fredericq Taelman - Stefaan Tanghe - Alexandre Teklak - Jacques Teugels - Henri Thellin - Davy Theunis - Gunter Thiebaut - Bernd Thijs - Jean Thissen - Kenny Thompson - Guy Thys - Joseph Thys - Rachid Tibari - Rachid Tiberkanine - Nicolas Timmermans - Anthony Timo - Maarten Tordoir - Bert Tuteleers

## U
Baptiste Ulens - Willy Ulens - Jérôme Urbain

## V
Daan Vaesen - Nico Vaesen - Arsène Vaillant - Joos Valgaeren - Hans Vanaken - John Van Alphen - Jochen Vanarwegen - Günther Vanaudenaerde - Rik Van Averbeke - Wesley Vanbelle - Edgard Van Boxtaele - Daniel Van Buyten - Georges Van Calenberg - Jan Van Cant - Jelle Van Damme - Joachim Van Damme - Tom Vandekerkhof - Jason Vandelannoite - Erwin Vandenbergh - Kevin Vandenbergh - Louis Vandenbergh - Frits Vanden Boer - Anthony Vanden Borre - Sven Vandenbroeck - Brian Vandenbussche - Erwin Vandendaele - Francky Vandendriessche - Bart Van Den Eede - Guillaume Van Den Eynde - Stanley Vanden Eynde - Kevin Van den Noortgaete -  Charles Vanden Wouwer - Kurt Van De Paar - Kris Van De Putte - Jan Van Der Auwera - Franky Van der Elst - René Vandereycken - Yves Vanderhaeghe - Peter Van der Heyden - Sven Van der Jeugt - Stijn Van Der Kelen - Jonas Vandermarliere - Guy Vandersmissen - André Vanderstappen - Yves Van der Straeten - Kevin van Dessel - Jürgen Vandeurzen  - Rik Vande Velde - Birger Van de Ven - André Vandeweyer - Gonzague Vandooren - Kurt Vandoorne - Paul Vangenechten - Daan Van Gijseghem - Kenneth Van Goethem - Gunter Van Handenhoven - Louis Van Hege - André Van Herpe - Paul Van Himst - Kenny Van Hoevelen - Michaël Van Hoey - Camille Van Hoorden - David Van Hoyweghen - Olivier Van Impe -Tom Van Imschoot - Joseph Van Ingelgem - Nico Van Kerckhoven - Bob Van Kerkhoven - Maarten van Lieshout - Yves Van Lokeren - Anthony Van Loo - Eric Van Meir - Wilfried Van Moer - Tom Van Mol - Ludwin Van Nieuwenhuyze - Dimitri Van Oppens - Stefan Van Oppens - Pieter-Jan Van Oudenhoven - Kristoff Van Robays - August Van Steelant - Jan Van Steenberghe - Dieter Van Tornhout - Wannes van Tricht - Harm van Veldhoven - Peter Van Wambeke - Bart Van Zundert - Glenn Verbauwhede - Oscar Verbeeck - Bram Verbist - Marcel Vercammen - Franky Vercauteren - Stephaen Vereecken - Gert Verheyen - Jan Verheyen - Mario Verheyen - Davino Verhulst - Dany Verlinden - Jan Verlinden - Thomas Vermaelen - Sven Vermant - Herman Vermeulen Frans Vermeyen - Jules Verriest - Bruno Versavel - Birger Verstraete - Louis Versyp - Jan Vertonghen - Yannick Vervalle - Denis Viane - Bart Vlaeminck - Björn Vleminckx - Mark Volders - Eddy Voordeckers - Bernard Voorhoof - Jelle Vossen- Wouter Vrancken - Stijn Vreven

## W
Marc Wagemakers - Jonathan Walasiak - Johan Walem - Willy Wellens - Michaël Wiggers - Dwight Wille - Ivan Willockx - Jonathan Wilmet - Marc Wilmots - Stef Wils - Axel Witsel - Steven Wostijn -  Jan Wuytens - Stijn Wuytens

## Y
Jeanvion Yulu-Matondo